# Alienates
Alienates is een geslacht van wantsen uit de familie van de Enicocephalidae. Het geslacht werd voor het eerst wetenschappelijk beschreven door Barber in 1953.

## Soorten
Het genus bevat de volgende soorten:

- Alienates barberi Kritsky, 1981
- Alienates brevilobus Wygodzinsky & Schmidt, 1991
- Alienates brodzinskyi Grimaldi et al., 1993
- Alienates dudichi Vasarhelyi, 1982
- Alienates electrodominicus Grimaldi et al., 1993
- Alienates elongatus Wygodzinsky & Schmidt, 1991
- Alienates insularis Barber, 1953
- Alienates iviei Wygodzinsky & Schmidt, 1991
- Alienates maldonadoi Wygodzinsky & Schmidt, 1991
- Alienates mexicanus Wygodzinsky & Schmidt, 1991
- Alienates millsi Kritsky, 1981
- Alienates muchmorei Wygodzinsky & Schmidt, 1991
- Alienates newtoni Wygodzinsky & Schmidt, 1991
- Alienates roberti Wygodzinsky & Schmidt, 1991
- Alienates thomasi Banar & Stys in Banar et al., 2015
- Alienates zaballosi Costas, López & Vázquez, 2015